# Roślina polikarpiczna
Roślina polikarpiczna, polikant – roślina, która zakwita i wydaje nasiona wielokrotnie w ciągu swego cyklu rozwojowego. Do roślin polikarpicznych należą niemal wszystkie rośliny wieloletnie (drzewa, krzewy, krzewinki i byliny). Do wyjątków (zaliczanych do roślin monokarpicznych) należą rośliny wieloletnie obumierające po kwitnieniu, np. agawy i niektórzy przedstawiciele bambusów.